# Golden Tour
Golden Tour foi a décima quinta turnê da cantora australiana Kylie Minogue. Foi lançada em apoio ao seu décimo quarto álbum de estúdio, Golden (2018) e visitou a Europa e a Austrália. Começou em 18 de setembro de 2018 em Newcastle, Inglaterra, na Metro Radio Arena e terminou em 17 de março de 2019 em Mount Cotton, na Austrália, na Sirromet Wines. A turnê foi anunciada pela primeira vez em fevereiro de 2018, consistindo de datas no Reino Unido e na Irlanda. A parte européia anunciada anteriormente foi incorporada à turnê em setembro do mesmo ano, e a parte australiana foi anunciada em novembro.
Os shows foram divididos em sete seções distintas: Desert Sunrise, The High & Dry, Nothing Behind Me, Everything Ahead of Me, The Lovers United, At the Picnic After the Biker Rally, New York City e um encore, The Nashville Rider. Um intervalo no meio do show separou o show em duas metades. Atuando como diretora criativa ao lado de Rob Sinclair, Minogue criou uma narrativa de espetáculo ambientada na década de 1970 e fortemente influenciada por filmes de faroeste, apresentando um filme de estrada abstrato apresentado em uma grande tela de vídeo. A influência retrô dos shows também foi amplificada por um palco em formato de “g” com passarela reluzente. A turnê foi aclamada pela crítica musical, que elogiou os shows por sua simplicidade em comparação com as turnês anteriores de Minogue.
A Golden Tour também foi um sucesso comercial. De acordo com a Billboard, os três shows em Londres, Inglaterra, na The O2 Arena arrecadaram US$ 3.368.900 com 30.100 ingressos vendidos, colocando-a em oitavo lugar para os maiores shows de setembro de 2018. As filmagens da turnê também foram filmadas durante várias noites e foram lançadas em 6 de dezembro de 2019 como Golden Live in Concert.

## Antecedentes

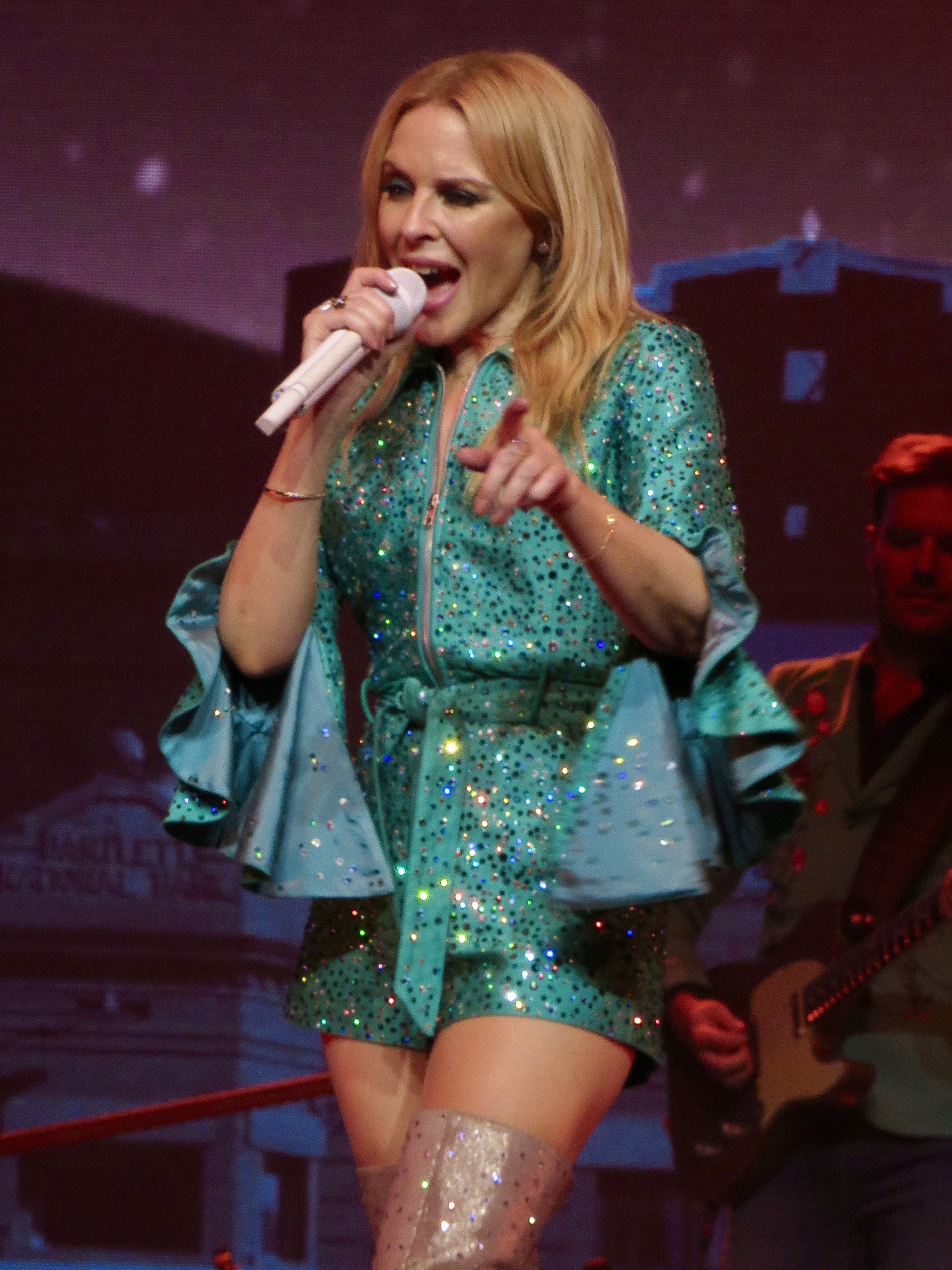
Minogue performando "Dancing" na SSE Hydro em Glasgow, Escócia.

Em fevereiro de 2018, Minogue anunciou uma série de shows em locais menores como parte da turnê Kylie Presents Golden, para coincidir com o esperado lançamento do álbum. Mais tarde, no mesmo mês, uma nova turnê em arena foi anunciada com datas no Reino Unido e na Irlanda sendo confirmadas. Discutindo o processo de desenvolvimento da turnê, Minogue afirmou:
| “ | Sabemos que temos um bom ponto de partida com as músicas deste álbum, e todo o resto é… é aí que começam as dificuldades. Quais músicas mais antigas escolhemos? E quantos momentos surpresa um pouco mais obscuros reservamos para os superfãs? É uma parte divertida, mas um pouco estressante do processo. | ” |
|   | — Kylie, Billboard. |   |

Em entrevista ao Good Morning Britain, Minogue explicou que os shows seriam divididos em "duas metades", com intervalo e narrativa ao longo. Ela continuou a dizer que o setlist era praticamente concreto naquele ponto, mencionando "Raining Glitter" e "Lost Without You" como performances definitivas. Os figurinos de Minogue para a turnê foram desenhados por Ralph & Russo, Kolchagov Barba, Paco Rabanne, Jitrois, Stevie Stewart e Wrangler. Pouco antes do início da turnê em setembro, Sonic Yootha foi anunciado como ato de abertura para as datas do Reino Unido e Irlanda, e as datas europeias anunciadas anteriormente da turnê promocional Kylie Presents Golden seriam incorporadas à Golden Tour. Em 7 de novembro, Minogue anunciou seis datas australianas para a Golden Tour, três das quais faziam parte do festival "A Day on the Green".

## Sinopse do concerto
O primeiro ato do show Desert Sunrise começa com um instrumental de guitarra e um efeito sonoro de vento uivante, mostrando a projeção de um deserto à noite. Uma trupe de dançarinos em trajes de cowboy subiu ao palco quando o sol começou a nascer, antes de Minogue se levantar do chão e sentar-se em cima de uma pilha de malas, cantando "Golden". As luzes se iluminaram para revelar o palco em formato de “g” e uma “passarela dourada brilhante”, e Minogue então cantou "Get Outta My Way" e "Better the Devil You Know". "One Last Kiss" foi tocada na noite de abertura em Newcastle, mas depois foi retirada do set list.
A segunda seção The High & Dry começou com um interlúdio de "Blue Velvet", com a tela do vídeo mostrando Minogue cantando a música em um bar. Ela apareceu, vestida com um conjunto todo branco, para continuar o resto da música. Minogue então cantou "Confide in Me" e "I Believe in You", no lugar de "Breathe" (tocada apenas em Newcastle). Uma curta a cappella de "Where the Wild Roses Grow" foi então tocada enquanto Minogue passava uma rosa pela multidão até o fundo do local, seguida por "In Your Eyes". O segundo ato foi encerrado com a apresentação de "A Lifetime to Repair", com a cantora em cima de uma mesa de sinuca cercada por seus dançarinos.
A terceira seção Nothing Behind Me, Everything Ahead of Me começou com uma apresentação de "Shelby '68" e "Radio On", com Minogue explicando ao público a história por trás de ambas as músicas. Uma versão de "Wow" foi então executada, seguida por um mash-up de "Can't Get You Out of My Head" e "The Chain". Durante isso, Minogue usou uma jaqueta jeans sob medida, com uma imagem dela e o nome da cidade bordado nas costas. Uma cabine telefônica perto da rampa do palco começou a tocar e as luzes diminuíram, indicando o início do intervalo de vinte minutos. Durante o qual, uma disco ball prateada gigante iluminou o local.

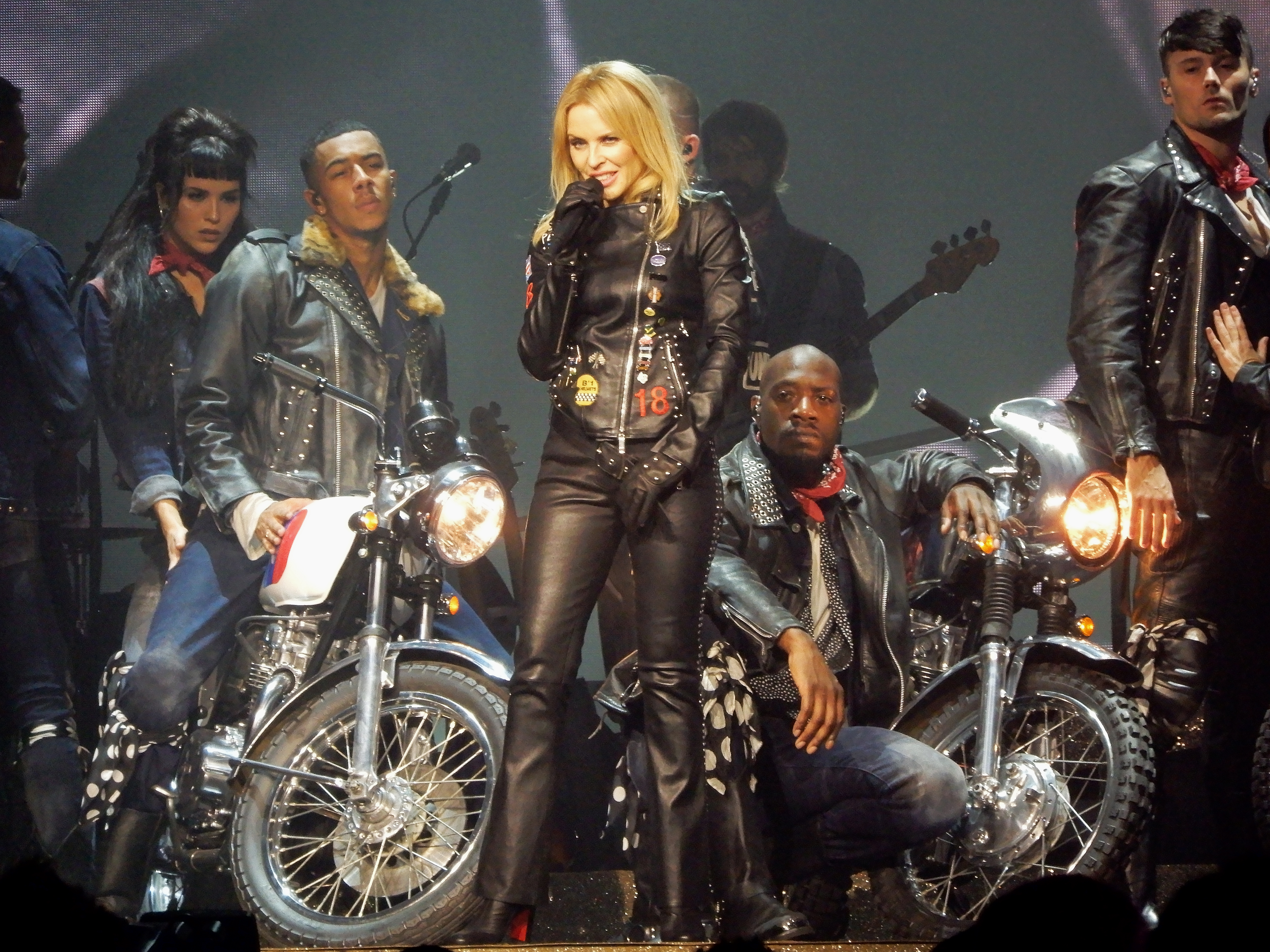
Minogue performando "Slow" na Motorpoint Arena em Nottingham.

Após o intervalo, os dançarinos subiram do palco em cima de motocicletas iluminadas e Minogue apareceu no topo da rampa do palco. Ela cantou "Slow", iniciando a quarta seção do show, At the Biker Rally. Minogue e suas backing vocals então cantaram "Kids", antes que as luzes fossem apagadas e uma versão de "The One" fosse tocada. Minogue então cantou "Stop Me from Falling", onde a seção foi concluída.
A quinta seção, At the Picnic After the Biker Rally, começou com um medley de "Wouldn't Change a Thing" e "I'll Still Be Loving You", onde Minogue se apresentou enquanto se movia pelo palco com um dançarino, seguido por "Especially for You". Ela então cantou "Lost Without You", completa com um show de laser, e "All the Lovers". A seção terminou com a conclusão desta música, seguindo o uso de luzes coloridas do arco-íris e múltiplas gotas de confete.
As telas de vídeo exibiram então o logotipo da penúltima seção "Studio 54", com Minogue entrando pelas portas do palco usando um vestido dourado personalizado, com 120 mil cristais preciosos. Ela CANTOU um medley composto pelas canções inéditas "New York City", "Raining Glitter" e "On a Night Like This". Um efeito sonoro de trem a vapor se seguiu, enquanto Minogue executava uma versão disco de "The Loco-Motion". Concluindo a seção, foi tocada "Spinning Around", com fitas douradas disparadas contra o público.
Minogue então agradeceu ao público e desocupou o palco com seus dançarinos, enquanto as luzes diminuíam. A tela do vídeo mostrou um fundo azul brilhante antes de Minogue reaparecer e começar o bis do show, The Nashville Rider, cantando "Love at First Sight". Minogue então apresentou uma versão estendida do primeiro single do álbum, "Dancing", e concluiu o show agradecendo à equipe e ao público e saindo pelas portas do palco.

## Recepção crítica
A turnê foi aclamada pela crítica musical. Simon Duke do The Evening Chronicle deu à noite de abertura em Newcastle cinco estrelas com uma crítica positiva, dizendo que "Kylie deslumbrou na frente de um set com visuais que pareciam ter sido tirados diretamente de um cartão postal perfeito do Velho Oeste". Duke afirmou que a "coreografia bem executada e deliciosamente camp [...] é imperdível", sendo um dos melhores shows pop "já experimentados".
Adrian Caffery do The Birmingham Mail deu 4 estrelas ao encontro em Birmingham, afirmando que foi um "concerto de montanha-russa apresentando 30 anos de Kylie [que] não decepcionou", mas observou que "houve muito menos espetáculo do que nos shows anteriores de Kylie, com os palcos extravagantes [...] substituídos por telas de vídeo gigantes." Ele concluiu que "Kylie completou 50 anos este ano e, com base nessas evidências, fica claro que ela ainda tem o toque de Midas".
Jack Hardwick do The Daily Star afirmou que "a pequena cantora parecia mais gostosa do que nunca enquanto cantava alguns de seus maiores sucessos", enquanto "impressionava os fãs com seus vocais matadores e [...] apelo sexual". Para a data de abertura em Londres na The O2 Arena, Hardwick deu ao show 4 estrelas, afirmando que Minogue "impressionou os fãs com um set-list estelar de seus maiores sucessos e um punhado saudável de faixas de novos álbuns". Ele comentou positivamente sobre a simplicidade do show, dizendo que "Kylie não precisa depender de cenários gigantescos e óculos de água de cair o queixo para fazer um show matador". Hardwick elogiou os vocais "impecáveis" de Minogue, concluindo que "o show [foi uma] viagem nostálgica pela estrada da memória [...] [com] clássicos da discoteca na forma de On a Night Like This, The Loco-Motion, Spinning Around e Love at First Sight." Gemma Sandways do The Evening Standard analisou o mesmo show, dando-lhe 4 estrelas e afirmando que "houve uma porção saudável de glamour [...] desde os vestidos brilhantes até a bola de discoteca gigante e serpentinas metálicas desencadeadas". Ela concluiu dizendo que a "apresentação serviu como um lembrete bem-vindo da generosidade de Minogue como intérprete e da refrescante falta de cinismo com que ela sempre abraçou todas as épocas de sua carreira".

## Repertório
Este é o repertório da noite de abertura, ocorrida em Newcastle, no Reino Unido, em 18 de setembro de 2018.
1. "Golden"
2. "Get Outta My Way"
3. "One Last Kiss"
4. "Better the Devil You Know"
5. "Blue Velvet" (interlúdio)
6. "Confide in Me"
7. "Breathe"
8. "Where the Wild Roses Grow"
9. "In Your Eyes"
10. "A Lifetime to Repair"
11. "Shelby '68"
12. "Radio On"
13. "Wow"
14. "Can't Get You Out of My Head" (contém elementos de "The Chain")
15. "Slow" (contém elementos de "Being Boiled")
16. "Kids"
17. "The One"
18. "Stop Me from Falling"
19. "Wouldn't Change a Thing" / "I'll Still Be Loving You"
20. "Especially for You"
21. "Lost Without You"
22. "All the Lovers"
23. "New York City" / "Raining Glitter" / "On a Night Like This"
24. "The Loco-Motion" (contém elementos de "Bad Girls")
25. "Spinning Around"
26. "Love at First Sight"
27. "Dancing"

Notas
- "One Last Kiss", "Breathe" e "Je Ne Sais Pas Pourquoi" foram tocadas durante o show de abertura em Newcastle.[28][29][30][17][31]
- "I Believe in You" foi adicionada ao set list em 20 de setembro de 2018.
- Durante o show em Leeds, Minogue cantou "Neighbours".[32]
- De 8 a 24 de novembro de 2018, "Get Outta My Way", "I Believe in You" e "Radio On" foram temporariamente cortadas do set list. "I Believe In You" e "Radio On" foram então permanentemente cortadas para as datas australianas, embora "Get Outta My Way" tenha sido tocada.[33][34][35]
- "2 Hearts" foi tocada durante shows em Paris e Viena.
- Durante o show em Paris, Minogue cantou "Your Disco Needs You" como pedido do público.[36]
- Durante o show em Viena, Minogue cantou "In My Arms" como parte do bis.[37]
- Durante os shows em Dublin e Belfast, Minogue cantou "Let It Snow" como parte do bis.[38][39]

## Datas
| Data                   | Cidade        | País             | Local                            | Ato de abertura                    | Público                   | Receita     |
| Europa                 | Europa        | Europa           | Europa                           | Europa                             | Europa                    | Europa      |
| ---------------------- | ------------- | ---------------- | -------------------------------- | ---------------------------------- | ------------------------- | ----------- |
| 18 de setembro de 2018 | Newcastle     | Reino Unido      | Metro Radio Arena                | Sonic Yootha                       | 7,579 / 9,899             | $710,213    |
| 20 de setembro de 2018 | Nottingham    | Reino Unido      | Motorpoint Arena                 | Sonic Yootha                       | 7,722 / 8,000             | $692,803    |
| 21 de setembro de 2018 | Birmingham    | Reino Unido      | Genting Arena                    | Sonic Yootha                       | 11,501 / 13,196           | $1,077,040  |
| 22 de setembro de 2018 | Bournemouth   | Reino Unido      | Bournemouth International Centre | Sonic Yootha                       | —                         | —           |
| 24 de setembro de 2018 | Cardiff       | País de Gales    | Motorpoint Arena                 | Sonic Yootha                       | —                         | —           |
| 26 de setembro de 2018 | Londres       | Reino Unido      | The O2 Arena                     | Sonic Yootha                       | 30,100 / 43,227           | $3,368,900  |
| 27 de setembro de 2018 | Londres       | Reino Unido      | The O2 Arena                     | Sonic Yootha                       | 30,100 / 43,227           | $3,368,900  |
| 28 de setembro de 2018 | Londres       | Reino Unido      | The O2 Arena                     | Sonic Yootha                       | 30,100 / 43,227           | $3,368,900  |
| 30 de setembro de 2018 | Glasgow       | Escócia          | The SSE Hydro                    | Sonic Yootha                       | 11,206 / 11,443           | $1,041,470  |
| 1 de outubro de 2018   | Manchester    | Reino Unido      | Manchester Arena                 | Sonic Yootha                       | 10,716 / 13,811           | $998,705    |
| 3 de outubro de 2018   | Liverpool     | Reino Unido      | Echo Arena                       | Sonic Yootha                       | 8,114 / 10,079            | $763,083    |
| 4 de outubro de 2018   | Leeds         | Reino Unido      | First Direct Arena               | Sonic Yootha                       | 11,419 / 11,711           | $1,022,690  |
| 8 de novembro de 2018  | Bruxelas      | Bélgica          | Cirque Royal                     | Sonic Yootha                       | —                         | —           |
| 9 de novembro de 2018  | Paris         | França           | La Seine Musicale                | Sonic Yootha                       | —                         | —           |
| 10 de novembro de 2018 | Zurique       | Suíça            | Samsung Hall                     | Sonic Yootha                       | —                         | —           |
| 12 de novembro de 2018 | Pádua         | Itália           | Gran Teatro Geox                 | Sonic Yootha                       | 1,835 / 4,200             | $137,168    |
| 13 de novembro de 2018 | Munique       | Alemanha         | Zénith Münich                    | Sonic Yootha                       | —                         | —           |
| 14 de novembro de 2018 | Viena         | Áustria          | Bank Austria Halle               | Sonic Yootha                       | —                         | —           |
| 18 de novembro de 2018 | Frankfurt     | Alemanha         | Jahrhunderthalle                 | Sonic Yootha                       | —                         | —           |
| 19 de novembro de 2018 | Berlim        | Alemanha         | Tempodrom                        | Sonic Yootha                       | —                         | —           |
| 20 de novembro de 2018 | Colônia       | Alemanha         | Palladium                        | Sonic Yootha                       | —                         | —           |
| 22 de novembro de 2018 | Amsterdam     | Países Baixos    | AFAS Live                        | Sonic Yootha                       | 4,058 / 5,500             | $271,279    |
| 23 de novembro de 2018 | Copenhague    | Dinamarca        | Royal Danish Theatre             | Sonic Yootha                       | —                         | —           |
| 24 de novembro de 2018 | Hamburgo      | Alemanha         | Mehr! Theater                    | Sonic Yootha                       | —                         | —           |
| 3 de dezembro de 2018  | Dublin        | Irlanda          | 3Arena                           | Sonic Yootha                       | 7,606 / 12,256            | $756,588    |
| 5 de dezembro de 2018  | Belfast       | Irlanda do Norte | SSE Arena                        | Sonic Yootha                       | 5,290 / 8,741             | $480,665    |
| Oceania                |               |                  |                                  |                                    |                           |             |
| 5 de março de 2019     | Sydney        | Austrália        | ICC Sydney Theatre               | Jake Shears Client Liaison         | 12,659 / 12,996           | $1,401,030  |
| 6 de março de 2019     | Sydney        | Austrália        | ICC Sydney Theatre               | Jake Shears Client Liaison         | 12,659 / 12,996           | $1,401,030  |
| 9 de março de 2019     | Perth         | Austrália        | Sir James Mitchell Park          | Jake Shears Hatchie Client Liaison | 8,584 / 9,379             | $970,290    |
| 11 de março de 2019    | Adelaide      | Austrália        | Adelaide Entertainment Centre    | Jake Shears                        | 4,933 / 7,000             | $462,349    |
| 13 de março de 2019    | Melbourne     | Austrália        | Sidney Myer Music Bowl           | Jake Shears                        | 10,903 / 10,903           | $875,757    |
| 16 de março de 2019    | Hunter Valley | Austrália        | Bimbadgen                        | Jake Shears Hatchie                | 11,000 / 11,000           | $1,161,300  |
| 17 de março de 2019    | Mount Cotton  | Austrália        | Sirromet Wines                   | Jake Shears Hatchie                | 13,000 / 13,000           | $1,347,330  |
| Total                  | Total         | Total            | Total                            | Total                              | 178,225 / 216,341 (82.4%) | $17,523,629 |

### Showscancelados
| Data                  | Cidade           | País       | Local   | Motivo             |
| --------------------- | ---------------- | ---------- | ------- | ------------------ |
| 6 de novembro de 2018 | Esch-sur-Alzette | Luxemburgo | Rockhal | Conflito de agenda |

## Golden Live in Concert
Golden Live in Concert é o filme-concerto de sua turnê correspondente. Foi filmado em diversos shows e lançado em 6 de dezembro de 2019 em formatos disco compacto duplo, DVD, download digital e streaming online. O DVD contém a performance completa ao vivo, além de bônus extras "We Are Golden", enquanto o álbum ao vivo inclui todas as faixas de áudio executadas nas imagens do DVD.
O lançamento do DVD foi anunciado em 7 de outubro de 2019, o que coincidiu com o anúncio do repackage estendido de Step Back in Time: The Definitive Collection e como teaser do DVD, Minogue carregou um vídeo da performance de "Lost Without You". Em 18 de outubro de 2019, a performance de "Golden" foi carregada no canal de Minogue no YouTube, seguida pela performance de "The Loco-Motion", que foi carregada em 6 de dezembro de 2019. O DVD foi lançado em dois formatos diferentes: uma edição padrão digipack e uma edição deluxe de livro de capa dura que estava disponível exclusivamente em sua loja virtual por um período limitado de tempo; esta edição possui embalagem preta e contém fotografias exclusivas em suas páginas.
Uma gravação do programa foi ao ar no Canal 4 no dia de Natal de 2019, após a transmissão do especial de televisão de Minogue, Kylie's Secret Night. Esta transmissão foi editada em um especial de uma hora, mostrando os seguintes destaques do show:
1. "Golden"
2. "Better the Devil You Know"
3. "Confide in Me"
4. "Wow"
5. "Can't Get You Out of My Head"
6. "Slow" / "Being Boiled"
7. "Kids"
8. "Stop Me from Falling"
9. "All the Lovers"
10. "The Loco-Motion"
11. "Spinning Around"
12. "Love at First Sight"
13. "Dancing"

Esta transmissão também foi exibida no Canal 9 da Australásia na véspera de Ano Novo e foi ligeiramente alterada para incluir entrevistas e filmagens de bastidores.

## Lista de faixas
| Golden Live in Concert – Versão do DVD / Digital |                                 |                                                                                          |                                                       |         |  |
| N.º                                              | Título                          | Compositor(es)                                                                           | Produtor(es)                                          | Duração |  |
| 1.                                               | "Golden" (Intro)                | Steve Anderson                                                                           |                                                       | 2:19    |  |
| 2.                                               | "Golden"                        | Kylie Minogue Lindsay Rimes Liz Rose McEwan                                              | Rimes                                                 | 3:11    |  |
| 3.                                               | "Get Outta My Way"              | Mich Hansen Lucas Secon Damon Sharpe Peter Wallevik Daniel Davidsen                      | Cutfather Secon Sharpe Wallevik Davidsen Stuart Price | 4:18    |  |
| 4.                                               | "Better the Devil You Know"     | Mike Stock Matt Aitken Pete Waterman                                                     | Stock Aitken Waterman                                 | 3:56    |  |
| 5.                                               | "Blue Velvet"                   | Bernie Wayne Lee Morris                                                                  |                                                       | 2:51    |  |
| 6.                                               | "Confide in Me"                 | Anderson Dave Seaman Owain Barton                                                        | Brothers in Rhythm                                    | 4:03    |  |
| 7.                                               | "I Believe in You"              | Minogue Jake Shears Babydaddy                                                            | Shears Babydaddy                                      | 4:30    |  |
| 8.                                               | "Where the Wild Roses Grow"     | Nick Cave                                                                                | Tony Cohen Victor Van Vugt                            | 0:34    |  |
| 9.                                               | "In Your Eyes"                  | Minogue Richard Stannard Julian Gallagher Howes                                          | Stannard Gallagher                                    | 4:10    |  |
| 10.                                              | "A Lifetime to Repair"          | Minogue Sky Adams Shah Kiris Houston                                                     | Adams                                                 | 3:38    |  |
| 11.                                              | "Shelby '68"                    | Minogue Howes Stannard Daunt                                                             | Howes Stannard Daunt                                  | 5:36    |  |
| 12.                                              | "Radio On"                      | Minogue Wadge Jonathan Green                                                             | Jon Green                                             | 4:04    |  |
| 13.                                              | "Wow"                           | Minogue Greg Kurstin Karen Poole                                                         | Kurstin Poole                                         | 3:13    |  |
| 14.                                              | "Can't Get You Out of My Head"  | Cathy Dennis Rob Davis                                                                   | Dennis Davis                                          | 4:28    |  |
| 15.                                              | "The Chain"                     | Lindsey Buckingham Mick Fleetwood Christine McVie John McVie Stevie Nicks                | Fleetwood Mac Ken Caillat Richard Dashut              | 2:17    |  |
| 16.                                              | "Slow" / "Being Boiled"         | Minogue Dan Carey Emilíana Torrini Philip Oakey Martyn Ware Ian Craig Marsh              | The Human League                                      | 5:21    |  |
| 17.                                              | "Kids"                          | Guy Chambers Robbie Williams                                                             | Chambers Steve Power                                  | 4:44    |  |
| 18.                                              | "The One"                       | Minogue Stannard James Wiltshire Russell Small John Andersson Johan Emmoth Emma Holmgren | Stannard Freemasons                                   | 5:25    |  |
| 19.                                              | "Stop Me from Falling"          | Minogue Adams McEwan Danny Shah                                                          | Adams                                                 | 4:18    |  |
| 20.                                              | "Wouldn't Change a Thing"       | Stock Aitken Waterman                                                                    | Stock Aitken Waterman                                 | 3:03    |  |
| 21.                                              | "I'll Still Be Loving You"      | Stock Aitken Waterman                                                                    | Stock Aitken Waterman                                 | 0:43    |  |
| 22.                                              | "Especially for You"            | Stock Aitken Waterman                                                                    | Stock Aitken Waterman                                 | 4:48    |  |
| 23.                                              | "Lost Without You"              | Minogue Green                                                                            | Green Charlie Russell                                 | 4:08    |  |
| 24.                                              | "All the Lovers"                | Jim Eliot Mima Stilwell                                                                  | Eliot Stilwell                                        | 3:36    |  |
| 25.                                              | "New York City"                 | Minogue Daniel Stein Poole Myles MacInnes                                                | DJ Fresh                                              | 3:39    |  |
| 26.                                              | "Raining Glitter"               | Minogue Alex Smith Mark Taylor Francis White                                             | Smith Taylor White                                    | 0:54    |  |
| 27.                                              | "On a Night Like This"          | Steve Torch Graham Stack Taylor Brian Rawling                                            | Stack Taylor                                          | 1:58    |  |
| 28.                                              | "The Loco-Motion"               | Gerald Goffin Carole King                                                                | Stock Aitken Waterman                                 | 3:50    |  |
| 29.                                              | "Spinning Around"               | Ira Shickman Osborne Bingham Kara DioGuardi Paula Abdul                                  | Mike Spencer                                          | 4:42    |  |
| 30.                                              | "Love at First Sight"           | Minogue Stannard Gallagher Ash Howes Martin Harrington                                   | Stannard Gallagher                                    | 6:07    |  |
| 31.                                              | "Dancing"                       | Minogue Nathan Chapman McEwan                                                            | Adams                                                 | 6:02    |  |
| 32.                                              | "Créditos"                      |                                                                                          |                                                       | 1:35    |  |
| 33.                                              | "We Are Golden" (Recurso bônus) |                                                                                          |                                                       | 6:05    |  |
| Duração total:                                   | Duração total:                  | Duração total:                                                                           | Duração total:                                        | 124:00  |  |

| Golden Live in Concert – Versão em CD duplo (Disco 1) |                                |                                                                           |                                                       |         |  |
| N.º                                                   | Título                         | Compositor(es)                                                            | Produtor(es)                                          | Duração |  |
| 1.                                                    | "Golden" (Intro)               | Steve Anderson                                                            |                                                       | 2:19    |  |
| 2.                                                    | "Golden"                       | Kylie Minogue Lindsay Rimes Liz Rose McEwan                               | Rimes                                                 | 3:11    |  |
| 3.                                                    | "Get Outta My Way"             | Mich Hansen Lucas Secon Damon Sharpe Peter Wallevik Daniel Davidsen       | Cutfather Secon Sharpe Wallevik Davidsen Stuart Price | 4:18    |  |
| 4.                                                    | "Better the Devil You Know"    | Mike Stock Matt Aitken Pete Waterman                                      | Stock Aitken Waterman                                 | 3:56    |  |
| 5.                                                    | "Blue Velvet"                  | Bernie Wayne Lee Morris                                                   |                                                       | 2:51    |  |
| 6.                                                    | "Confide in Me"                | Anderson Dave Seaman Owain Barton                                         | Brothers in Rhythm                                    | 4:03    |  |
| 7.                                                    | "I Believe in You"             | Minogue Jake Shears Babydaddy                                             | Shears Babydaddy                                      | 4:30    |  |
| 8.                                                    | "Where the Wild Roses Grow"    | Nick Cave                                                                 | Tony Cohen Victor Van Vugt                            | 0:34    |  |
| 9.                                                    | "In Your Eyes"                 | Minogue Richard Stannard Julian Gallagher Howes                           | Stannard Gallagher                                    | 4:10    |  |
| 10.                                                   | "A Lifetime to Repair"         | Minogue Sky Adams Shah Kiris Houston                                      | Adams                                                 | 3:38    |  |
| 11.                                                   | "Shelby '68"                   | Minogue Howes Stannard Daunt                                              | Howes Stannard Daunt                                  | 5:36    |  |
| 12.                                                   | "Radio On"                     | Minogue Wadge Jonathan Green                                              | Jon Green                                             | 4:04    |  |
| 13.                                                   | "Wow"                          | Minogue Greg Kurstin Karen Poole                                          | Kurstin Poole                                         | 3:13    |  |
| 14.                                                   | "Can't Get You Out of My Head" | Cathy Dennis Rob Davis                                                    | Dennis Davis                                          | 4:28    |  |
| 15.                                                   | "The Chain"                    | Lindsey Buckingham Mick Fleetwood Christine McVie John McVie Stevie Nicks | Fleetwood Mac Ken Caillat Richard Dashut              | 2:17    |  |
| Duração total:                                        | Duração total:                 | Duração total:                                                            | Duração total:                                        | 53:02   |  |

| Golden Live in Concert – Versão em CD duplo (Disco 2) |                            |                                                                                          |                       |         |  |
| N.º                                                   | Título                     | Compositor(es)                                                                           | Produtor(es)          | Duração |  |
| 1.                                                    | "Slow" / "Being Boiled"    | Minogue Dan Carey Emilíana Torrini Philip Oakey Martyn Ware Ian Craig Marsh              | The Human League      | 5:21    |  |
| 2.                                                    | "Kids"                     | Guy Chambers Robbie Williams                                                             | Chambers Steve Power  | 4:44    |  |
| 3.                                                    | "The One"                  | Minogue Stannard James Wiltshire Russell Small John Andersson Johan Emmoth Emma Holmgren | Stannard Freemasons   | 5:25    |  |
| 4.                                                    | "Stop Me from Falling"     | Minogue Adams McEwan Danny Shah                                                          | Adams                 | 4:18    |  |
| 5.                                                    | "Wouldn't Change a Thing"  | Stock Aitken Waterman                                                                    | Stock Aitken Waterman | 3:03    |  |
| 6.                                                    | "I'll Still Be Loving You" | Stock Aitken Waterman                                                                    | Stock Aitken Waterman | 0:43    |  |
| 7.                                                    | "Especially for You"       | Stock Aitken Waterman                                                                    | Stock Aitken Waterman | 4:48    |  |
| 8.                                                    | "Lost Without You"         | Minogue Green                                                                            | Green Charlie Russell | 4:08    |  |
| 9.                                                    | "All the Lovers"           | Jim Eliot Mima Stilwell                                                                  | Eliot Stilwell        | 3:36    |  |
| 10.                                                   | "New York City"            | Minogue Daniel Stein Poole Myles MacInnes                                                | DJ Fresh              | 3:39    |  |
| 11.                                                   | "Raining Glitter"          | Minogue Alex Smith Mark Taylor Francis White                                             | Smith Taylor White    | 0:54    |  |
| 12.                                                   | "On a Night Like This"     | Steve Torch Graham Stack Taylor Brian Rawling                                            | Stack Taylor          | 1:58    |  |
| 13.                                                   | "The Loco-Motion"          | Gerald Goffin Carole King                                                                | Stock Aitken Waterman | 3:50    |  |
| 14.                                                   | "Spinning Around"          | Ira Shickman Osborne Bingham Kara DioGuardi Paula Abdul                                  | Mike Spencer          | 4:42    |  |
| 15.                                                   | "Love at First Sight"      | Minogue Stannard Gallagher Ash Howes Martin Harrington                                   | Stannard Gallagher    | 6:07    |  |
| 16.                                                   | "Dancing"                  | Minogue Nathan Chapman McEwan                                                            | Adams                 | 6:02    |  |
| Duração total:                                        | Duração total:             | Duração total:                                                                           | Duração total:        | 63:17   |  |

| País — Tabela musical (2019)        | Melhor posição |
| ----------------------------------- | -------------- |
| Austrália (ARIA Charts)             | 13             |
| Bélgica (Ultratop (Flandres)        | 60             |
| Bélgica (Ultratop (Valônia)         | 72             |
| Escócia (OCC)                       | 13             |
| Estados Unidos (Independent Albums) | 13             |
| França (SNEP)                       | 121            |
| Reino Unido (UK Albums Chart)       | 23             |
| Reino Unido (Independent Albums)    | 2              |

## Equipe e colaboradores
Créditos adaptados do programa da turnê.
| Produção - Kylie Minogue — diretora criativa - Rob Sinclair — diretor criativo - Steve Anderson — diretor musical - Blue Leach — diretor multicâmera - Ashley Wallen — coreógrafa - Rob Sinclair — produção, designer de iluminação - Tully Bloom — assistente pessoal - Christian Vermaak — cabelo e maquiagem - Emma Banks — cabelo e maquiagem - Chris Ibbs — cabelo e maquiagem - Tony Evans — chefe de segurança Banda - Christian Gulino — líder da banda, teclados - Tom Meadows — bateria - Luke Fitton — guitarra - Luke Higgins — guitarra - Jamie Sefton — baixo - Adetoun Anibi — vocais de apoio (todas as datas) - Abbie Osmon — vocais de apoio (datas selecionadas) - Kirsten Joy — vocais de apoio (datas selecionadas) - Katie Holmes-Smith — vocais de apoio (datas selecionadas) Dançarinos - Jenny Griffin — capitã da dança - Katie Collins — dançarina - Shaun Niles — dançarino - Anders Neilsen — dançarino - Kane Horn — dançarino - Yves Cueni — dançarino - Jake Leigh — dançarino - Ben Hukin — dançarino Trajes - Frank Strachan — figurinista - Sascha Lilic — consultora de moda - Ralph e Russo — figurinos - Jitrois — figurino - Sapatos Gamba — figurino - Paco Rabanne — figurino - Stevie Stewart — figurino - Rellik — figurino - Kolchagov Barba — figurino - Preciosa — enfeites de cristal - Deborah Tallentire — figurino - Capacetes Davida — figurino - Estúdio de Bordados de Londres — figurinos - Wrangler — figurino - Alida Herbst — figurino - Carine Gilson — figurino Associados criativos - Ali Pike — designer de iluminação associado - Jenny Griffin — coreógrafa associada - Noel Jones, Peter Graham — gravação de som - Nev Bull — programador de vídeo - Luke Rolls — desenhista - Michael Al-Far — artista de renderização - Nicola Mills — enredo - George Sinclair — produtor criativo Visuais - Blink Inc — conteúdo de vídeo - Kirsten McFie — produtora de conteúdo de vídeo - Paige Kauffman — produtora de conteúdo de vídeo dos EUA - Thomas English — diretor de fotografia - Edwin Eversole — diretor de fotografia - Rupa Rathod — editor principal, gráficos em movimento - Richard Cullen — diretor técnico - Kevin Ramser — gráficos em movimento - Simon Davies — diretor de arte Equipe - Kevin Pruce — engenheiro de som da FDH - Gavin Tempany — engenheiro de monitor - Will Sanderson — tecnologia de reprodução - Nick Sizer — técnico de bateria - Mark 'McKinty' Gordon — técnico de guitarra - Phil Murphy — gerente de palco - Lee Freeman — gerente assistente de palco - Frank Strachan — guarda-roupa - Anne-Marie Bigby — chefe de guarda-roupa - Kerry West — chefe assistente de guarda-roupa | - Josh Thomas — tecnologia de RF - Jonny Buck — técnico de equipe de áudio - Don Parks — tecnologia de sistema - Beth O'Leary — monitorar tecnologia - Mark O'Neill — PA (sigla de public address, “endereçamento ao público”) - Tom Gardener — PA (sigla de public address, “endereçamento ao público”) - Ali Pike — operador de iluminação - Ben Cash — programador de iluminação - Aidan McCabe — chefe da equipe de iluminação - Jacob Black — equipe de iluminação - Michael Sanchez — equipe de iluminação - John Hetherton — equipe de iluminação - Matt Morris — equipe de iluminação - Jonty Rivers — zactrack - Aaron Veness — zactrack - Andy Joyes — chefe da equipe de vídeo, tecnologia LED - Nev Bull — operador de servidor de mídia - Briony Margetts — engenheiro de prateleiras/sistema - Matt Peers — tecnologia LED - Lee Hunter — tecnologia LED - John Brandon — tecnologia LED - Chris Johnson — tecnologia LED - Matt Doughty — tecnologia LED - Matt Brown — operador de câmera - Jamie Cowlin — operador de câmera - Danny Sheldon — operador de câmera - Seth Griffiths — lasers, efeitos especiais - Bradley Saunders — lasers, efeitos especiais - Andy Roberts — montador - Domonick Warrington — montador, Kinesys - Rick Worsfold — carpinteiro-chefe - Pete Geary — carpinteiro de cenários - Jackson Wheeler — carpinteiro de cenários - Jack Crane — carpinteiro - Charlie Pollington — fisioterapeuta - David Lopez-Edwards — filmagens nos bastidores - Simon Raynor — refeições - Steffy Head — refeições - Lincoln Jefferson — refeições - Cereja Pashby — refeições - Stuart Butler — refeições - Eddie McQueen — bufê - Graham Brumhead — motorista de ônibus - Richard Deane — motorista de ônibus - Mike Fields — motorista de ônibus - Ian Staveley — motorista de ônibus - Tony Ackroyd — motorista de ônibus - Kevin Watson — motorista de ônibus Promotores de turnê - Andy Copping — promoção - Steve Horner — promoção - Simon Moran — promoção - Cathy Wilson — promoção - Peter Aiken — promoção Fornecedores - Graham Miller — vídeo - Matthew Ilott — iluminação - Ben Brookes — encenação - Matt Kaye — encenação - Ewan Ashburn — encenação - Wendy Deans — catering - Robin Conway — som - Paul Timmins — som - Marc Webber — lasers, efeitos especiais - Iluminação Howard Eaton — adereços - Lily Mollgaard — adereços - Dave Simmons — adereços - Lisa Buckley — adereços - Andy Gray — ônibus - David Coumbe — transporte rodoviário - Matt Jackson — transporte rodoviário - Paul Walker — transporte rodoviário - Ian Patterson — viagem - Maria Taylor — viagem - Izzi Robinson — viagens - Tim Cox — credenciamento - Nigel Jones — jurídico - David Cushion — contabilidade - Lottie Prosser — contabilidade - Rima Bavalia — contabilidade |